# NGC 6388
NGC 6388 est un amas globulaire situé dans la constellation du Scorpion à environ 32 300 a.l. (9,9 kpc) du Soleil et à 10 100 a.l. (3,1 kpc) du centre de la Voie lactée. Il a été découvert par l'astronome écossais James Dunlop en 1826.

## Caractéristiques
Selon la base de données Simbad, la vitesse radiale héliocentrique de cet amas est égale à 82,4+0,5
 −0,5 km/s. William W. Harris indique une valeur semblable, soit 80,1+0,8
 −0,8 km/s. La base de données NASA/IPAC indique une vitesse de 11 992 km/s, en totale contradiction avec ces valeurs. Il s'agit, à n'en pas douté, d'une erreur.
Selon Forbes et Bridges, sa métallicité est estimée à −0,77 [Fe/H] et son âge d'environ 12,03 milliards d'années.
Selon une étude publiée en 2011 par J. Boyles et ses collègues, la métallicité de l'amas globulaire NGC 6388 est égale à -0,55 et sa masse est égale à 2 170 000 {\displaystyle M_{\odot }}. Dans cette même étude, la distance de l'amas est aussi estimée à environ 9,9 kpc (∼32 300 al).
Dix valeurs de la métallicité comprises entre −0,40 et −1,00 sont indiquées sur Simbad. La valeur indiquée par Harris et par Boyle est de -0,55,. Une métallicité comprise entre −0,40  et   −1,00 signifie que la concentration en fer de NGC 6388 est comprise entre 10 % et 40 % de celle du Soleil. Après le Big Bang, l'Univers étant surtout composé d'hydrogène et d'hélium, la métallicité était pratiquement nulle. L'Univers s'est progressivement enrichi en métaux (éléments plus lourds que l'hélium) grâce à la synthèse de ceux-ci dans le cœur des étoiles. La métallicité des amas du halo de la Voie lactée varie d'un centième à un dixième de la métallicité solaire, ce qui signifie que ces amas se décomposent en deux sous-groupes, les relativement jeunes et les vieux. Selon sa métallicité, NGC 6388 serait donc un amas relativement jeune et riche en métaux, âgé de 12,0 milliards d'années.

## Un trou noir à l'intérieur de NGC 6388
Selon une étude publiée en 2011, il se pourrait que NGC 6388 renferme un trou noir intermédiaire. Avec un intervalle de confiance de 68 %, sa masse serait de (17 ± 9) × 103 {\displaystyle M_{\odot }} et son rapport masse/luminosité M/LV serait égal à (1,6 ± 0,3) {\displaystyle M_{\odot }}/{\displaystyle L_{\odot }}.

## Galerie

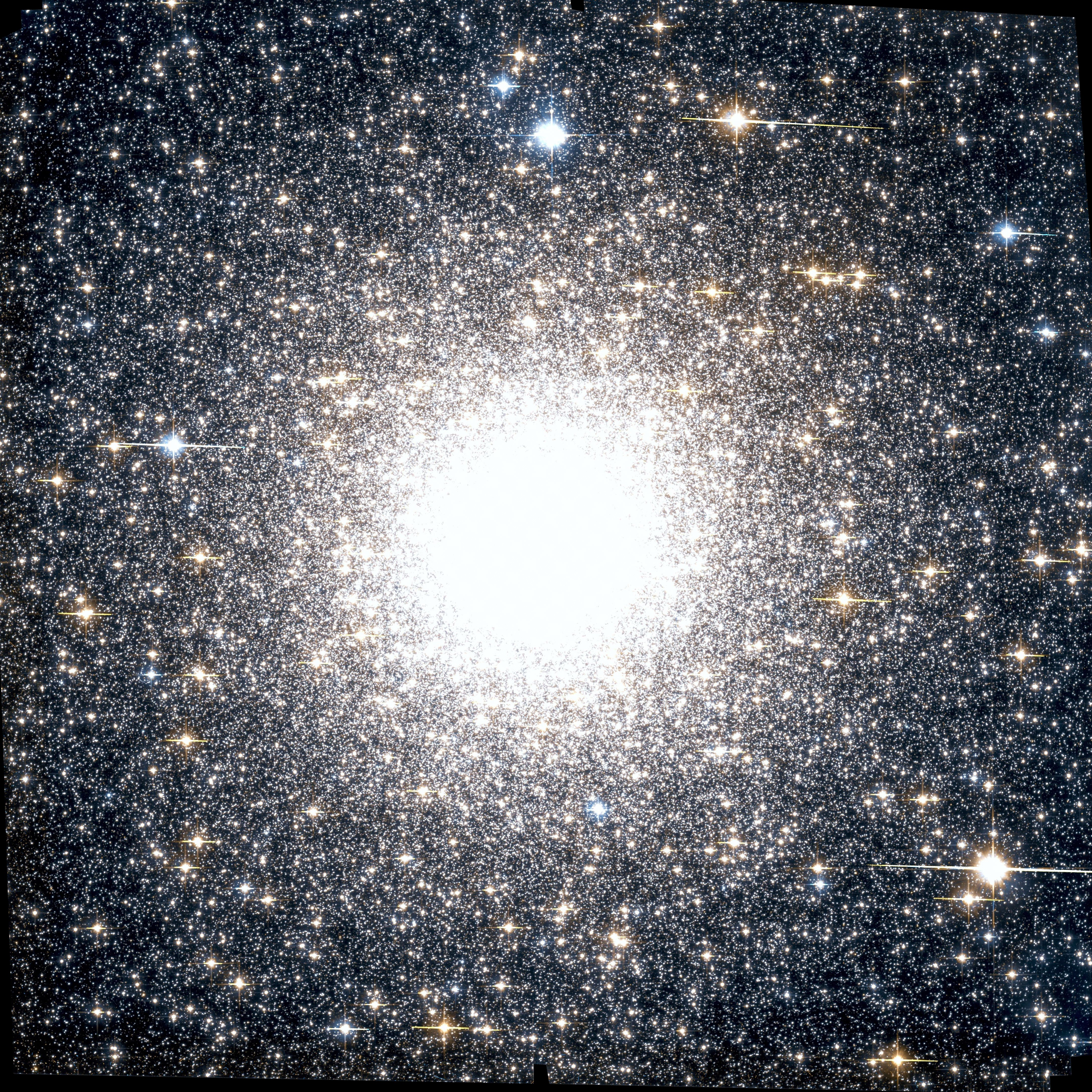
NGC 6388 par le télescope spatial Hubble.
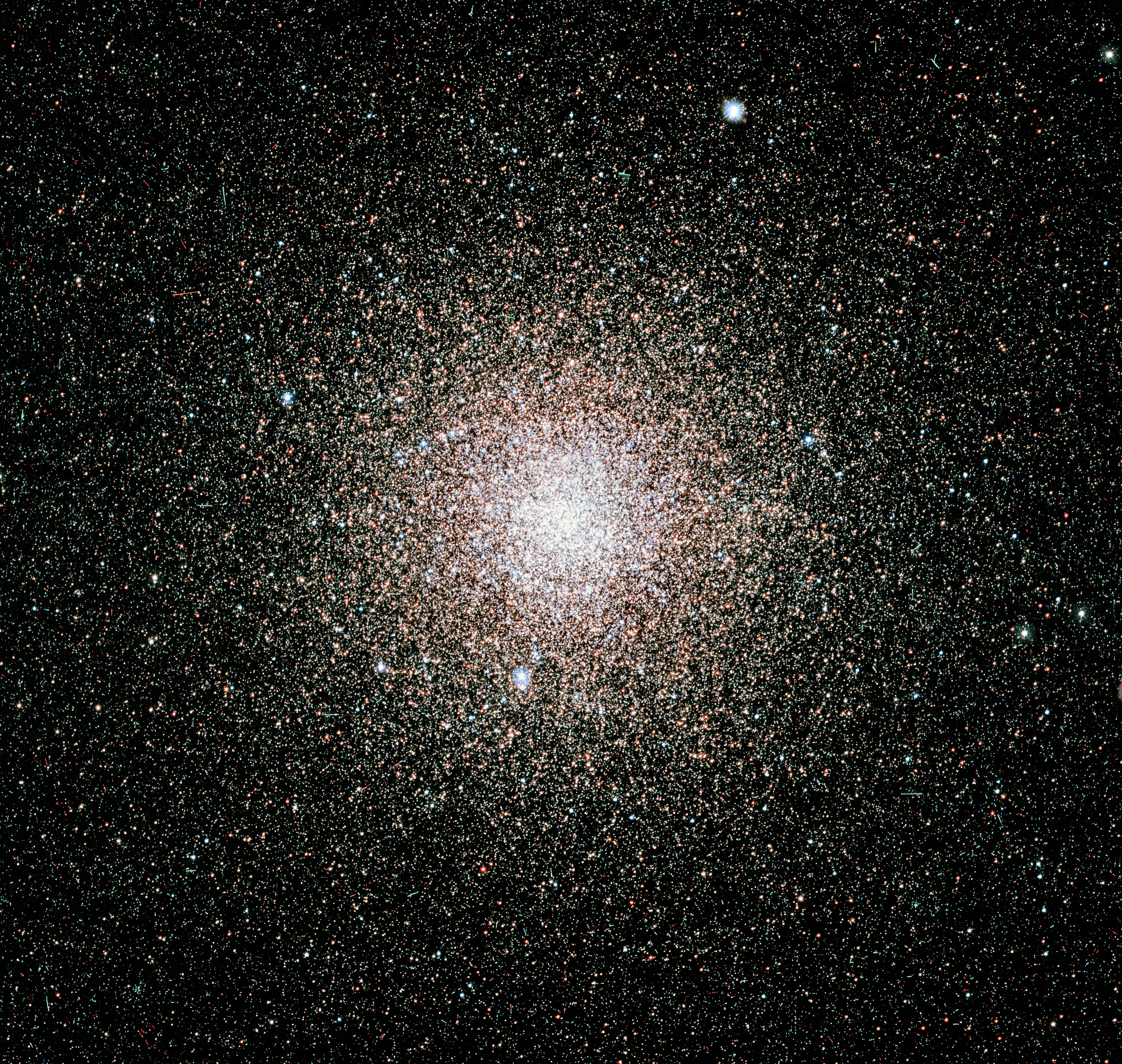
Autre image de l'amas par le télescope spatial Hubble.
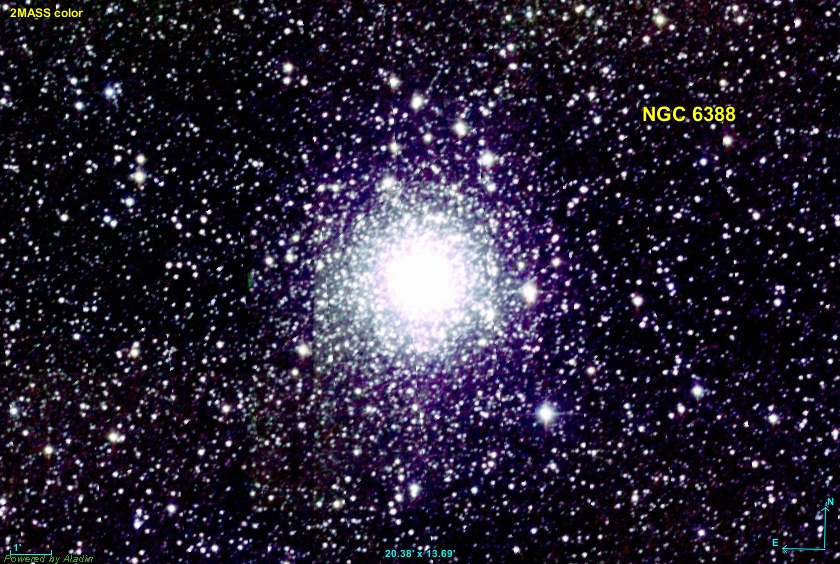
NGC 6388 en infrarouge par le relevé 2MASS.
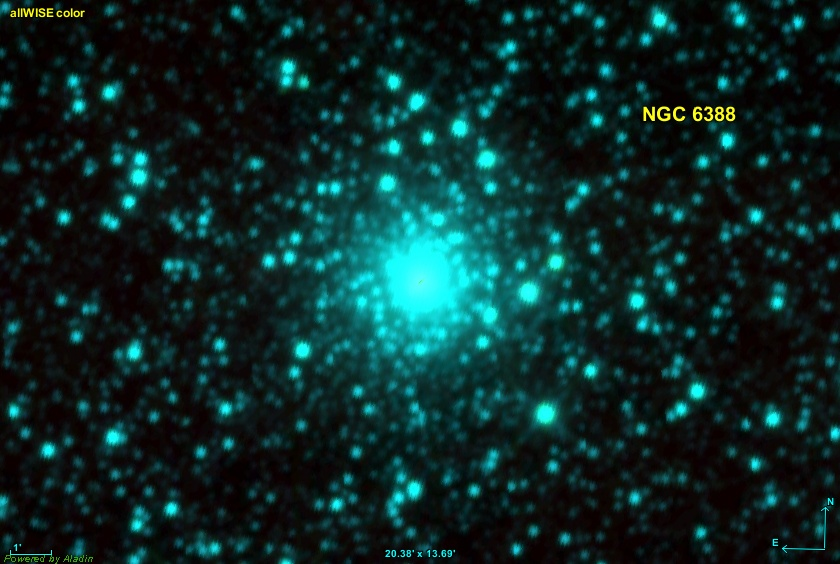
Autre image de NGC 6388 en infrarouge par le télescope spatial WISE.
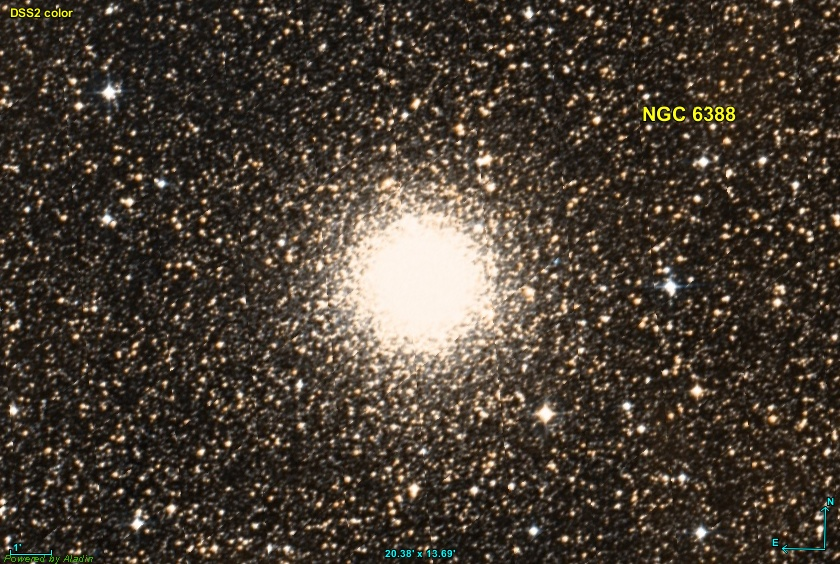
L'amas en lumière visible par relevé DSS.